# دایان فلچر
دایان فلچر (انگلیسی: Diane Fletcher؛ زادهٔ ۱۷ آوریل ۱۹۴۴) بازیگر اهل بریتانیا است.
از فیلم‌ها یا برنامه‌های تلویزیونی که وی در آن نقش داشته‌است، می‌توان به پوآرو، خیابان کورونیشن، خانه پوشالی، آدمکشان میدسامر و مکبث اشاره کرد.